# 浄慈寺
浄慈寺（じょうじじ、じんずじ）は、浄慈報恩孝禅寺ともいい、中華人民共和国浙江省杭州市西湖区の西湖湖畔の南屏山にある仏教寺院である。1983年に漢族地区仏教全国重点寺院のひとつに指定された。
鎌倉仏教と深い関係があり、とくに日本の曹洞宗の開祖である道元の師である天童如浄はこの寺の住持をつとめていた。

## 歴史
浄慈寺ははじめ「慧日永明寺」という名前で、五代十国時代の顕徳元年（954年）、呉越国の忠懿王銭弘俶により建てられた。開祖は永明道潜であり、建隆2年（961年）から永明延寿禅師がその後を継いだ。北宋時に「寿寧禅院」、南宋では「浄慈報恩孝禅寺」に名前を改めた。略称して浄慈寺・浄慈禅寺と呼ぶ。禅宗五山のひとつに列せられている。明・清以降、しばしば破壊と再建をくりかえした。

## 特徴
浄慈寺は中国の仏教寺院として典型的な構造をしている。1960年に建てられた大雄宝殿の西には済祖殿があり、中に済公の像を祀っている。寺門の右側には西湖十景のひとつである「南屏晩鐘」の碑亭がある。
明初の洪武年間に重さ10トンの梵鐘が作られ、毎日日没時にあたりが暗くなる折、鐘の音が響き鳴った。南屏山には穴のあいた奇岩が多く、鐘の音に穴が共鳴してはるか遠くまで聞こえるのだという。康熙帝は浄慈寺の門の外に碑亭を建て、その上に「南屏晩鐘」の四字を記した。清末の戦乱で鐘は失われた。1984年、浄慈寺は日本の曹洞宗大本山である永平寺の援助によって大梵鐘を再建した。1986年11月21日、日中の仏教関係者数百人が浄慈寺に集まって、大梵鐘落成法会を開催した。鐘の外側には『法華経』6万8千字が鋳込まれている。